# Serafín Ríos Mingarro
Serafín Ríos Mingarro (Borriana, 1939 - València, 30 de març de 1997) va ser un polític valencià militant d'Unió Democràtica del País Valencià i posteriorment d'Unió de Centre Democràtic.

## Biografia
Ríos Mingarro nasqué a Borriana, l'any 1938. De fortes conviccions catòliques i d'orientació democristiana, el 1971 va fundar la Universitat CEU San Pablo a València. Va participar des del principi a la Junta Democràtica del País Valencià mentres militava a UDPV. La mateixa junta, encapçalada per Manuel Broseta va decidir que Ríos Mingarro participara en les eleccions municipals de València de 1976, les darreres del franquisme, per disputar-li el càrrec d'alcalde a Miquel Ramon Izquierdo, contra el qual pergué. A les eleccions generals espanyoles de 1977 va anar segon a la llista d'UDPV i l'Equip de la Democràcia Cristiana amb la Federació de la Democràcia Cristiana (UDPV-EDC-FDC). Després de la desfeta electoral dels democristians i la posterior dissolució d'UDPV, va ingressar a l'UCD on l'any 1978 va ser nomenat secretari general tècnic de la presidència i l'any 1979 va ser nomenat secretari d'estat per a les administracions públiques, carrec que deixà el mateix any, retirant-se de la política activa. Fins a la seua mort va formar part del patronat nacional de la universitat CEU San Pablo.
El 30 de març de 1997, amb 58 anys, Ríos Mingarro va faltar per un atac cardíac. L'endemà va ser enterrat a la seua localitat natal, Borriana.